# Dani Monteiro
Daniela Monteiro, mais conhecida como Dani Monteiro (Rio Grande, 18 de outubro de 1979), é uma atleta amante de esportes radicais, repórter, apresentadora brasileira, palestrante e empreendedora.
Iniciou sua jornada pelo mundo desde cedo unindo sua habilidade jornalística com a paixão por esportes, especialmente esportes radicais como kitesurf, mergulho e paraquedismo. Foi tri campeã de windsurf e a primeira kitesurfista mulher do Brasil. Seu primeiro trabalho como jornalista e repórter foi no programa do SporTV, Rolé. Firmou-se na televisão à frente de programas de aventura e esportes, passando pela TV Globo, Multishow. Foi repórter de programas consagrados como Esporte Espetacular, Mais Você e Vídeo Show além de  ter estrelado o programa do Multishow - Extremos.

## Biografia

### Esportes

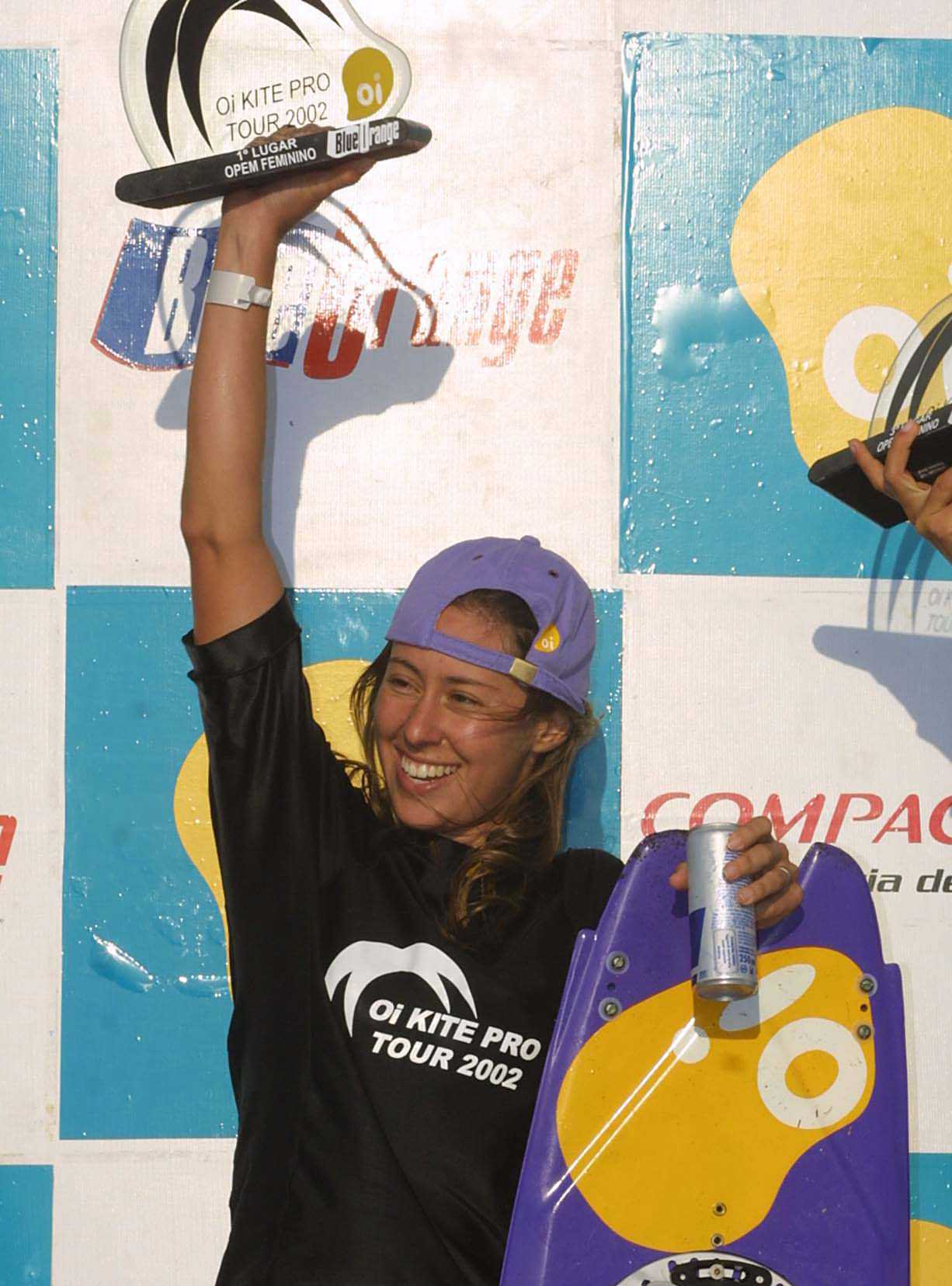
Monteiro no pódio de uma competição de kitesurf

Filha mais velha de duas irmãs, desde criança já mostrava interesse por desafios e por explorar o mundo. Ao 5 anos morou em Virgínia, nos Estados Unidos, com os pais, que deixaram o Brasil para estudar. Lá praticou ginástica olímpica e deu início a uma rotina de desafios. Em seguida, a família seguiu para a pequena ilha Turks & Caicos, no Caribe, onde Daniela foi apresentada aos esportes aquáticos. Incentivada pelo pai, o oceanógrafo Cassiano Monteiro, ela criou um grande vínculo com o mar e começou a mergulhar. Após seis meses no Caribe mudou-se para Fortaleza no Ceará onde começou a praticar windsurf, uma de suas grandes paixões.
Esportes sempre foram uma forma de enfrentar as diversas mudanças e desafios que vinham a seu encontro. Desde seus 15 anos já era atleta profissional, porém sua trajetória na televisão iniciou-se  com 17 anos, quando foi morar no Rio de Janeiro, e deu uma entrevista sobre windsurf. Daniela foi tricampeã brasileira de windsurf em 1996, 1997 e 1998. Em 2003 se tornou paraquedista, porém suas aventuras incluem ainda bungeejumping, mergulho, rafting, snowboarding, escalada e rapel.

### Televisão

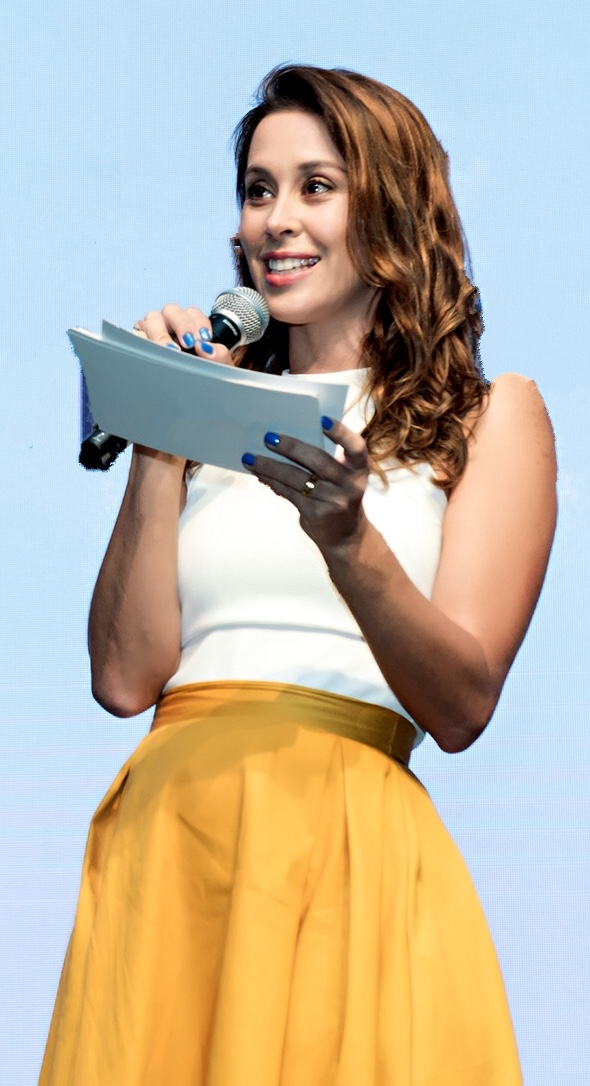
Monteiro no palco

O primeiro desafio televisivo de Daniela foi com o programa Rolé, do SporTV quando tinha apenas 18 anos e foi quando teve a chance de visitar o Chile, sua primeira viagem internacional a trabalho como apresentadora. Depois do sucesso no programa, foi convidada a apresentar Caminhos da Aventura, do Esporte Espetacular. Durante suas gravações esportivas e muitas vezes radicais, Daniela teve oportunidade de conhecer mais de 50 países e muitos lugares paradisíacos como Grécia, África do Sul, Taiti e Nova Zelândia. Dentre os programas que Dani participou destaca-se também Extremos, do Multishow, que lhe proporcionou a chance de conhecer o Everest, fazer rapel na maior cachoeira do mundo e passar por situação literalmente extremas.
Em 2003, no auge de suas viagens, Daniela começou a ter muitos medos e receios. Foi quando resolveu se tornar paraquedista profissional. Seu curso e sua superação foi registrado no quadro Caminhos da Aventura, do Esporte Espetacular, na TV Globo.
Depois de cobrir Rock in Rio ao vivo pelo Multishow, por quatro edições seguidas, e protagonizar a histórica meme "Hoje é dia de rock, bebê", junto com Christiane Torloni, Dani demonstrou grande talento como repórter. A partir dai foi chamada para trabalhar no programa Vídeo Show e em seguida, Mais Você. Teve oportunidade de entrevistar grandes nomes da TV brasileira como José Wilker, Maitê Proênça, Malu Mader, Glória Pires e Xuxa.

## Vida pessoal
Dani Monteiro sempre foi muito dedicada a vida profissional e aos esportes. Conheceu seu marido durante um bloco de Carnaval no Rio de Janeiro e casou-se 2 anos depois em uma cerimônia tradicional . Um ano depois de casar-se, teve sua primeira filha, Maria e 4 anos depois, seu segundo filho, Bento. 
Hoje em dia também é empreendedora, apresenta eventos pelo Brasil com muito estilo e ainda compartilha seus conhecimentos em cursos e palestras.

## Carreira

### Televisão
| Ano         | Programa                          | Função        | Emissora   |
| ----------- | --------------------------------- | ------------- | ---------- |
| 1998 - 2001 | Rolé                              |               | SporTV     |
| 2001 - 2008 | Caminhos da Aventura              | Apresentadora | TV Globo   |
| 2008 - 2010 | Extremos                          | Apresentadora | Multishow  |
| 2009        | No Limite                         | Repórter      | Rede Globo |
| 2011        | Rock in Rio                       | Repórter      | Multishow  |
| 2011        | Festival de Música SWU            | Apresentadora | Multishow  |
| 2012        | Big Brother Brasil - A Eliminação | Apresentadora | Multishow  |
| 2012        | Vídeo Show                        | Repórter      | Rede Globo |
| 2012        | Lollapalooza                      | Apresentadora | Multishow  |
| 2012        | Z Festival                        | Apresentadora | Multishow  |
| 2013        | Big Brother Brasil - A Eliminação | Apresentadora | Multishow  |
| 2013        | Planeta Atlântida                 | Apresentadora | Multishow  |
| 2013        | Rock in Rio                       | Repórter      | Multishow  |
| 2014        | Festival de Verão de Salvador     | Repórter      | Multishow  |
| 2014        | Planeta Atlântida                 | Repórter      | Multishow  |
| 2014 - 2017 | Mais Você                         | Repórter      | Rede Globo |
| 2014        | Música Boa Ao Vivo                | Apresentadora | Multishow  |
| 2015        | Big Brother Brasil - A Eliminação | Apresentadora | Multishow  |
| 2015        | Rock in Rio                       | Repórter      | Multishow  |
| 2016        | Big Brother Brasil - A Eliminação | Apresentadora | Multishow  |
| 2017        | Big Brother Brasil - A Eliminação | Apresentadora | Multishow  |
| 2017        | Rock in Rio                       | Repórter      | Multishow  |

#### Conquistas esportivas
| Ano  | Campeonato            | Esporte  | Resultado |
| ---- | --------------------- | -------- | --------- |
| 1997 | Campeonato Brasileiro | Windsurf | Venceu    |
| 1998 | Campeonato Brasileiro | Windsurf | Venceu    |
| 1999 | Campeonato Brasileiro | Windsurf | Venceu    |